# Isabel Moctezuma Tecuichpo Ixcaxochitzin
Tecuichpo Ixcaxochitzin (circa 1509-1550) fue hija del huey tlatoani Moctezuma Xocoyotzin y Tezalco Tecuichpo. Fue bautizada como Isabel Moctezuma.

## La caída de México-Tenochtitlán
Moctezuma tuvo diecinueve hijos, siendo su favorito el varón Chimalpopoca. Durante la estancia de Hernán Cortés en México-Tenochtitlan, Moctezuma le ofreció a Tecuichpo para casarse, pero Cortés declinó la oferta en virtud de estar ya casado y de que el rito cristiano sólo permitiera una mujer. A pesar de ello, la princesa se unió al séquito de los españoles, bautizándose con el nombre de Isabel, y fue tratada con deferencia a su rango.
Tras el alzamiento mexica, y con Moctezuma moribundo, el huey tlatoani encargó a Hernán Cortés cuidar de Chimalpopoca, pero el heredero murió durante los acontecimientos de la Noche Triste. Sólo Isabel y otro hermano cristiano, Pedro, sobrevivieron a la masacre.
Isabel y otra de sus hermanas se encontraban en Tacuba durante la rebelión urbana de Tenochtitlan que desembocó en la Noche Triste. Cortés envió soldados para extraerlas y llevarlas con el resto de su contingente, pero guerreros mexicas a las órdenes de Cuitláhuac, sucesor del huey tlatoani y a sazón tío de las niñas, los interceptaron y se llevaron a las herederas.

## Primeros matrimonios con mexicas

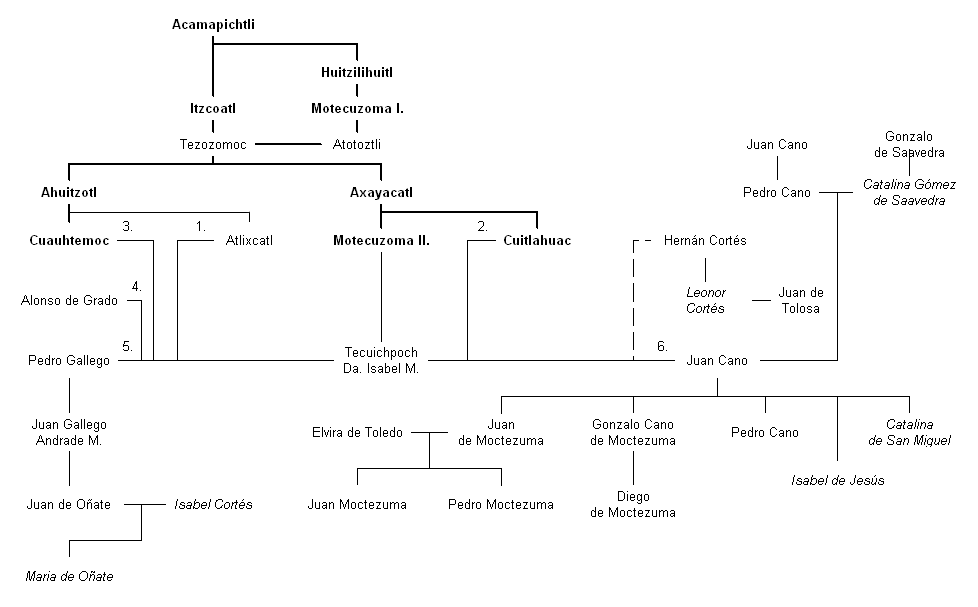
Genealogía de Tecuichpoch.

Siendo aún una niña, y debido a su ascendencia aristócrata Isabel Moctezuma fue unida en matrimonio simbólico con su primo-tío Atlixcatl y después con su tío Cuitláhuac, pero este murió de viruela en 1520. Poco más tarde, Isabel fue unida con el siguiente sucesor: Cuauhtémoc, hermano de Atlixcatl, quien fue vencido por los conquistadores españoles el 13 de agosto de 1521.

## Matrimonios con españoles
Al terminar la Conquista de México,  aunque a Cuauhtémoc oficialmente se le respetó su posición como tlatoani, fue hecho prisionero. El 28 de febrero de 1525, Cuauhtémoc fue sentenciado a muerte y ejecutado en la horca, pues Hernán Cortés sospechó de una posible rebelión de los mexicas durante la expedición a Hibueras. Cortés decidió casar a Tecuichpo con Alonso de Grado, pero de esta unión no hubo descendencia. Alonso de Grado fue acusado e investigado por maltrato y crueldad hacia los indígenas, muriendo en 1527.
Pedro Gallego de Andrade fue el cuarto esposo de Isabel Moctezuma. Su familia radicó en Barragán del Valle del Maíz, San Luis Potosí. El matrimonio duró poco tiempo, pues Gallego de Andrade también murió en 1530. A pesar de ello tuvo descendencia, un hijo de nombre Juan de Dios de Andrade Moctezuma (1529-1577) del cual existe una línea de descendientes hasta el día de hoy.
El quinto matrimonio se celebró con Juan Cano de Saavedra, hijo de Pedro Cano (hijo de Juan Cano) y de su esposa Catalina Gómez de Saavedra (hija de Gonzalo de Saavedra), con quien procreó cinco hijos, Juan de Moctezuma, casado con Elvira de Toledo, Gonzalo Cano de Moctezuma, Pedro Cano, y de los cuales sus dos hijas llamaron Isabel de Jesús y Catalina de San Miguel, siendo monjas fundadoras en el convento de la Concepción en la Ciudad de México; la descendencia de los tres restantes vive en España y en el norte de México.

### La hija de Hernán Cortés
Poco después del matrimonio de Isabel Moctezuma con Gallego de Andrade, esta dio a luz a una hija de Hernán Cortés. Isabel rechazó a esta niña, aparentemente porque Cortés había prometido casarse con Isabel y no cumplió con su palabra, pero Cortés reconoció a su hija y la llamó Leonor Cortés Moctezuma. Bajo la protección indirecta de Cortés, Leonor se casó con Juan de Tolosa. Del matrimonio hubo un hijo y más de dos hijas, la primera de nombre Isabel, que se casó con Juan de Oñate, y la segunda de nombre Leonor, que se casó con Cristóbal de Zaldívar.

## Encomiendas
Debido a su linaje Hernán Cortés le otorgó la encomienda de Tlacopan, privilegio que fue firmado el 27 de junio de 1526, cuando estaba casada con Alonso de Grado. El privilegio incluía:

«Con la qual dicha Doña Isabel le prometó y doi en dote y arras á la dicha Doña Isabel y sus descendientes, en nombre de S.M., como su Governador y Capitán General destas partes, y porque de derecho le pertenece de su patrimonio y legítima, el Señorío y naturales del Pueblo de Tacuba, que tiene ciento é veinte casas; y Yeteve, que es estancia, que tiene quarenta casas; y Izqui Luca, otra estancia, que tiene otras ciento veinte casas; y Chimalpan, otra estancia, que tiene quarenta casas; y Chapulma Loyan, que tiene otras quarenta casas; y Escapucaltango, que tiene veinte casas; e Xiloango que tiene quarenta casas; y otra estancia que se dice Ocoiacaque, y otra que se dice Castepeque, y otra que se dice Talanco, y otra estancia que se dice Goatrizco, y otra que se dice Tacala, que podrá haver en todo mil y docientas y quarenta casas; las quales dichas estancias y pueblos son subjetos al Pueblo de Tacuba y al Señor della. Lo qual, como dicho es, doy en nombre de S.M. en dote y arras á la dicha Doña Isabel para que lo haya y tenga y goce por juro de heredad, para agora y para siempre jamás, con título de Señora de dicho Pueblo y de lo demás aquí contenido..»
Hernán Cortés, 27 de junio de 1526.

Hacia finales del siglo XVI, dicha encomienda era considerada la más grande del Valle de Anáhuac. En abril de 1550 murió Isabel Moctezuma, su último esposo sobrevivió hasta 1572. 

## Mujeres en la Conquista de México
Tecuichpo es una de las pocas mujeres que se incluyen en las crónicas de la conquista. Otras mujeres importantes que vivieron estos acontecimientos fueron: Malintzin o la Malinche (la intérprete de Cortés), Tecuelhuetzin o doña María Luisa (la hija de Xicoténcatl el viejo de Tlaxcala) y la conquistadora María de Estrada.

## Representaciones en ficción
Tecuichpo sale cómo personaje en:
- Memorias de doña Isabel de Moctezuma. José Miguel Carrillo de Albornoz. Nueva Imagen. Grupo Patria editorial. México. 1997
- "Copo de Algodón", libro de María García Esperón con ilustración de Marcos Almada Rivero. Ed. El Naranjo. México, 2010
- "Malinche", serie del Canal Once de 2018.
- Isabel de Moctezuma, la última emperatriz azteca. José Miguel Carrillo de Albornoz. Editorial la Esfera de los Libros. España 2022